# Hipótesis del ingreso permanente
La hipótesis del ingreso permanente es una teoría económica que pretende describir cómo los agentes distribuyen el consumo a lo largo de sus vidas. Primeramente desarrollada por Milton Friedman, supone que el consumo de una persona en un determinado momento del tiempo está determinado no solo por sus ingresos actuales, sino que también por la expectativa sobre los ingresos que tendrá en los próximos años (su ingreso permanente). En su forma más simple, la hipótesis afirma que son los cambios en el ingreso permanente, en lugar de los cambios en los ingresos temporales, los que dirigen los patrones de consumo de los consumidores.